# 즐라트코 달리치
즐라트코 달리치(크로아티아어: Zlatko Dalić zlâtko dǎːlitɕ, 1966년 10월 26일 ~ )는 크로아티아의 은퇴한 축구 선수이자 축구 지도자로 현역 시절 수비형 미드필더로 활약했으며 현재 크로아티아 축구 국가대표팀의 감독을 맡고 있다.

## 선수 시절
옛 유고슬라비아였던 당시 보스니아 헤르체고비나의 리브노에서 태어났다. 1983년 크로아티아 1부 리그 명문 팀인 HNK 하이두크 스플리트에 입단한 달리치는 2000년에 은퇴할 때까지 HNK 치발리아, HNK 하이두크 스플리트(이상 크로아티아), FK 부두치노스트 포드고리차(몬테네그로), FK 벨레주 모스타르(보스니아 헤르체고비나), NK 바라주딘(크로아티아) 등에서 통산 247경기 23골의 기록을 남기며 HNK 하이두크 스플리트의 1983-84 크로아티아컵 우승, 바라주딘의 크로아티아컵 2회 준우승(1995-96,1997-98)에 기여했다. 하지만 국가대표와는 인연을 맺지 못했다.

## 지도자 경력

### 클럽
2000년 선수에서 은퇴한 후 4년이 지난 2004년 친정팀인 NK 바라주딘의 감독 대행으로 본격적인 지도자의 길로 들어선 달리치 감독은 이듬해인 2005년 바라주딘의 정식 감독을 맡아 팀의 2005-06 크로아티아컵 준우승을 이끌었고 이후 2007년 HNK 리예카의 감독을 맡아 팀의 2007-08 시즌 리그 4위의 성적을 이끌어낸 뒤 2008년 알바니아 1부 리그의 FK 디나모 티라나의 감독을 맡아 2008년 알바니아 슈퍼컵 우승을 이끌었다.
그 후 2009년 크로아티아의 NK 슬라벤 벨루포의 감독을 맡으며 2009-10 시즌 리그 7위의 성적을 거두었고 2010년 사우디 1부 리그 승격팀인 알파이살리 FC의 감독으로 선임되어 2012년까지 팀을 맡아 리그 중위권의 성적을 거두었으며 2012년부터 2013년까지는 사우디 1부 리그의 강호 알힐랄 SFC의 감독을 맡아 2012-13 사우디 크라운 프린스컵 우승, 2012-13 사우디 리그 준우승을 지휘했다.
이후 2014년 UAE 프로리그의 강호 알아인 FC의 감독으로 3년간 팀을 이끌며 2013-14 UAE 프레지던트컵 우승, 2014-15 시즌 리그 우승, 2015년 UAE 슈퍼컵 우승, 2016년 AFC 챔피언스리그 준우승 등의 화려한 성과들을 남겼다.

### 국가대표팀
2017년 10월 7일 핀란드와의 2018년 FIFA 월드컵 유럽 지역 예선 I조 9차전에서 졸전 끝에 무승부라는 굴욕적인 결과로 경질된 안테 차치치 감독 후임으로 크로아티아 축구 국가대표팀의 감독으로 선임되어 팀을 플레이오프에 진출시켰고 플레이오프에서도 2014년 FIFA 월드컵 16강팀인 그리스를 상대로 1·2차전 합계 4-1의 완승을 거두며 크로아티아의 통산 5번째 월드컵 본선 진출을 이끌었다.
이후 2018년 FIFA 월드컵 본선에서도 나이지리아, 아이슬란드를 꺾었고 심지어 우승 후보이자 전 대회 준우승팀인 아르헨티나까지 격파하는 등 승승장구하며 결국은 준우승이라는 크로아티아 축구 역사상 월드컵 최고 성적을 이끌어냈다.
2018년 FIFA 월드컵을 마감한 후에도 크로아티아에 잔류하여 2022년 FIFA 월드컵에서 본선 진출 및 2연속 4강 진출을 이끌었다. 아쉽게도 준결승전에서 아르헨티나에 패해 3,4위전으로 밀렸지만, 3,4위전에서 K리그1 경력자인 미슬라브 오르시치의 감아차기 결승골에 힘입어 3위를 차지하며 크로아티아를 2연속으로 월드컵 TOP4에 올려 놓았다.

## 수상

### 선수
HNK 하이두크 스플리트
- 크로아티아컵 : 우승 (1983-84)

 NK 바라주딘
- 크로아티아컵 : 준우승 (1995-96, 1997-98)

### 지도자
NK 바라주딘
- 크로아티아컵 : 준우승 (2005-06)

 HNK 리예카
- 프르바 HNL : 4위 (2007-08)

 FK 디나모 티라나
- 알바니아 슈퍼컵 : 우승 (2008)

 알힐랄 SFC
- 사우디 크라운 프린스컵 : 우승 (2012-13)
- 사우디 프로페셔널리그 : 준우승 (2012-13)

 알아인 FC
- UAE 프레지던트컵 : 우승 (2013-14)
- UAE 프로리그 : 우승 (2014-15)
- UAE 슈퍼컵 : 우승 (2015)
- AFC 챔피언스리그 : 준우승 (2016)

 크로아티아
- FIFA 월드컵 : 준우승 (2018)